# Comté de Scanie

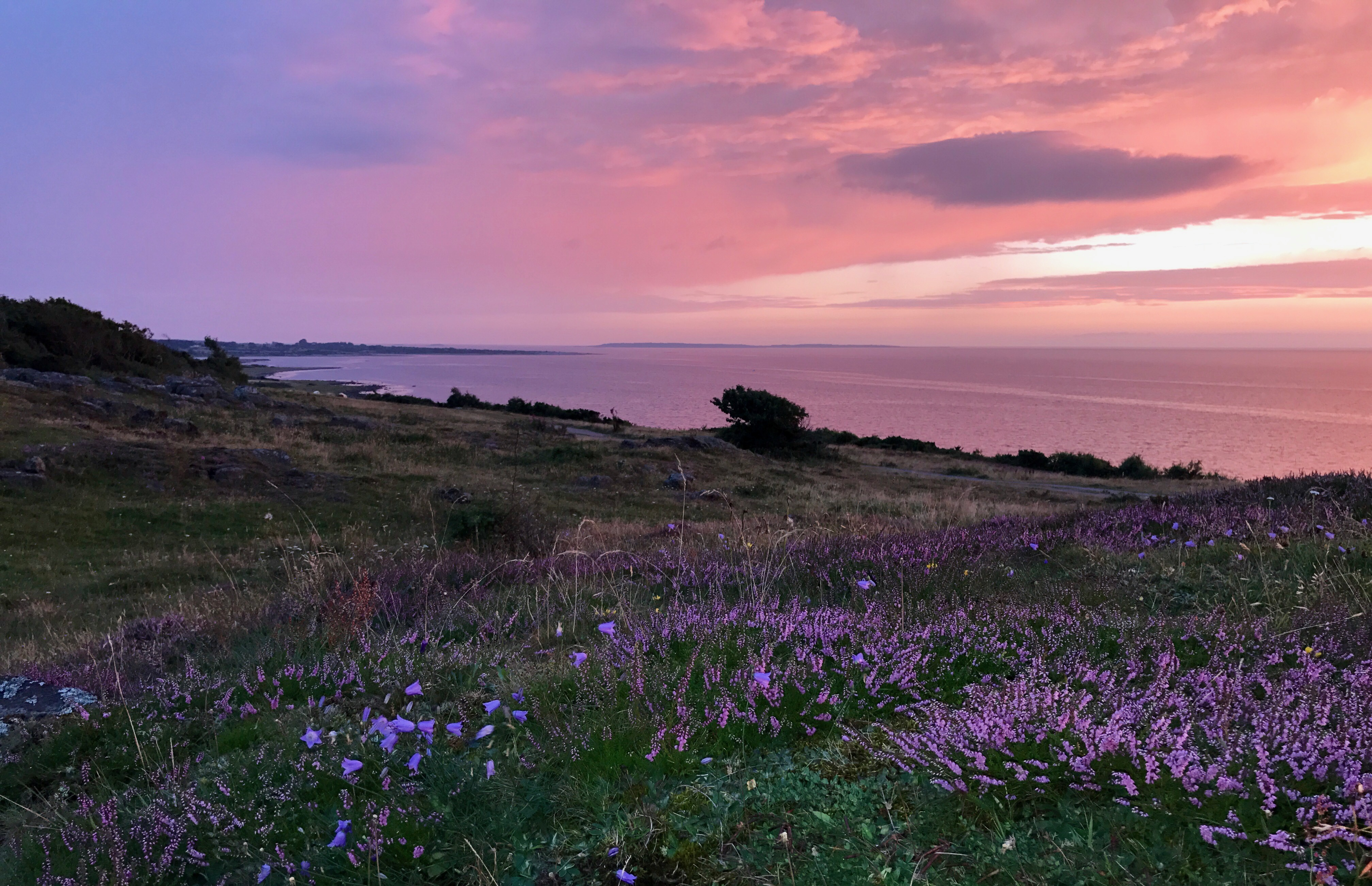
Vers l'île de Hallands Väderö depuis Hovs Hallar dans le comté de Scanie. Juillet 2017.

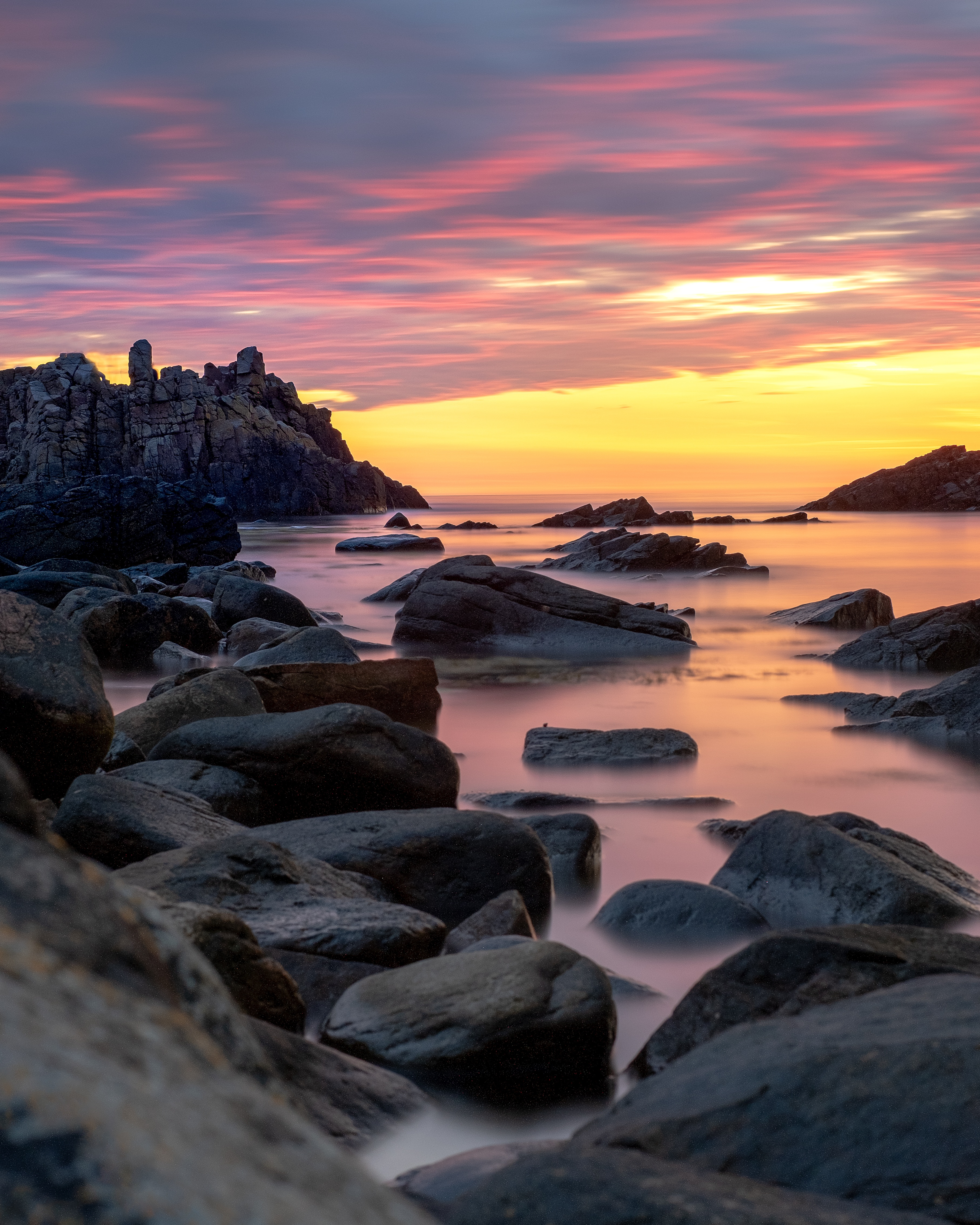
La côte à la réserve naturelle de Hovs hallar dans le comté de Scanie. Septembre 2023.

Le  comté de Scanie (Skåne län en suédois) est un comté suédois situé à l'extrémité sud du pays et dont le territoire correspond à la province historique de Scanie. Son chef-lieu est Malmö où réside le préfet (landhövding), mais le conseil d'administration du comté partage ses services entre Malmö et Kristianstad. Il est voisin des comtés de Halland, Kronoberg, Blekinge et est bordé par le Cattégat à l'ouest et par la mer Baltique au sud et à l'est.
Le comté comporte plusieurs villes importantes dont Malmö, Lund et Helsingborg. Aujourd'hui relié au Danemark par un pont au niveau du détroit de l’Øresund, le comté a longtemps été partie intégrante du Danemark, avant d'être cédé à la Suède au XVIIe siècle.
Région la plus densément peuplée du pays, la Scanie est aussi la moins boisée et celle concentrant les meilleures terres agricoles. Elle est de ce fait surnommée le « grenier de la Suède ».

## Province historique
Le comté a été constitué en 1997 en fusionnant les anciens comtés de Malmöhus et Kristianstad. Il recouvre presque exactement les limites de la province historique de Scanie, à la seule exception du village d'Östra Karup (563 habitants), qui appartenait traditionnellement au Halland voisin mais a été rattaché en 1971 à la commune scanienne de Båstad.

## Administration
Les principales missions du conseil d’administration du comté (Länsstyrelse), dirigé par le préfet du comté, sont de satisfaire aux grandes orientations fournies par le Riksdag et le gouvernement, de promouvoir le développement du comté et de fixer des objectifs régionaux.

## Politique
Le conseil régional de Scanie (Region Skåne en suédois) est une forme avancée d’assemblée locale, spécifique à ce comté. Pendant une période d’essai, cette institution a assumé certaines tâches normalement dévolues au conseil d’administration du comté ou au parlement suédois.

## Communes

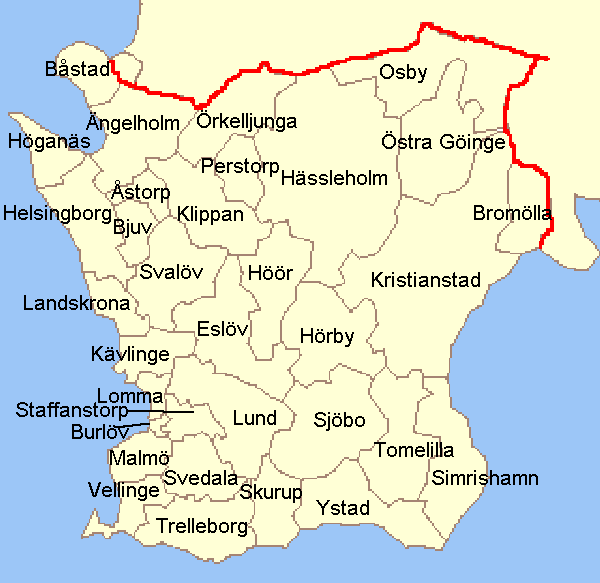
Carte montrant les communes de Scanie.

Le comté de Scanie est subdivisé en 33 communes (kommuner) au niveau local :
- Åstorp
- Ängelholm
- Bjuv
- Bromölla
- Burlöv
- Båstad
- Eslöv
- Helsingborg
- Hässleholm
- Höganäs
- Hörby
- Höör
- Klippan
- Kristianstad
- Kävlinge
- Landskrona
- Lomma
- Lund
- Malmö
- Örkelljunga
- Osby
- Östra Göinge
- Perstorp
- Simrishamn
- Sjöbo
- Skurup
- Staffanstorp
- Svalöv
- Svedala
- Tomelilla
- Trelleborg
- Vellinge
- Ystad

## Villes et localités principales
- Malmö : 239 689 habitants
- Helsingborg : 97122 habitants
- Lund : 73 840 habitants
- Kristianstad : 31 592 habitants
- Landskrona : 27 393 habitants
- Trelleborg : 24 850 habitants
- Ängelholm : 21 716 habitants
- Hässleholm : 17 289 habitants
- Ystad : 16 851 habitants
- Eslöv : 15 521 habitants

## Héraldique
Le blason du comté de Scanie est le même que celui de la province historique de Scanie, si ce n’est que les couleurs sont inversées par endroits. Lorsque le blason est représenté avec une couronne royale, il symbolise le conseil d’administration du comté.